# Quận Ray, Missouri
Quận Ray là một quận thuộc tiểu bang Missouri, Hoa Kỳ. Theo điều tra dân số năm 2000 của Cục điều tra dân số Hoa Kỳ, quận có dân số 23.354 người 2. Quận lỵ đóng ở Richmond 6 Quận được tổ chức ngày 16/11/1820 (hiệu lực ngày 1/1/1821) và đặt tên theo John Ray, một nhà lập pháp Missouri.

## Địa lý
Theo Cục điều tra dân số Hoa Kỳ, quận có tổng diện tích 1490 km2, trong đó có 13 km2 là diện tích mặt nước.